# Alena Olsen
Pour les articles homonymes, voir Olsen.
Alena Olsen est une joueuse américaine de rugby à sept née le 6 décembre 1995 à Grand Rapids, dans le Michigan.

## Biographie
Elle a remporté avec l'équipe des États-Unis la médaille de bronze du tournoi féminin des Jeux olympiques d'été de 2024, organisés à Paris.